# Tectiteken
De Tectiteken vormen een Mayavolk in Guatemala. Het Tectiteeks (ook wel "Teco" of "Tectitán Mame") is verwant aan het Mam en wordt gesproken in de gemeente Tectitán in het departement Huehuetenango.
In Mexico bevindt zich een kleinere Tectiteekse bevolking in het gebied rond Amatenango de la Frontera en Mazapa de Madero in de deelstaat Chiapas.
Achi · Acateken · Aguacateken · Chuj · Garifuna · Ch'orti' · Itza · Ixil · Jacalteken · K'iche' · Kaqchikel · Lacandón · Mam · Mopan · Poqomam · Poqomchi' · Q'anjob'al · Q'eqchi' · Sacapulteken · Sipakapense · Tectiteken · Tz'utujil · Uspanteken · Xinka